# Těchobuz
Těchobuz (deutsch Tiechobus, auch Tiechobuz) ist eine Gemeinde in Tschechien. Sie liegt sieben Kilometer nordwestlich von Pacov und gehört zum Okres Pelhřimov.

## Geographie

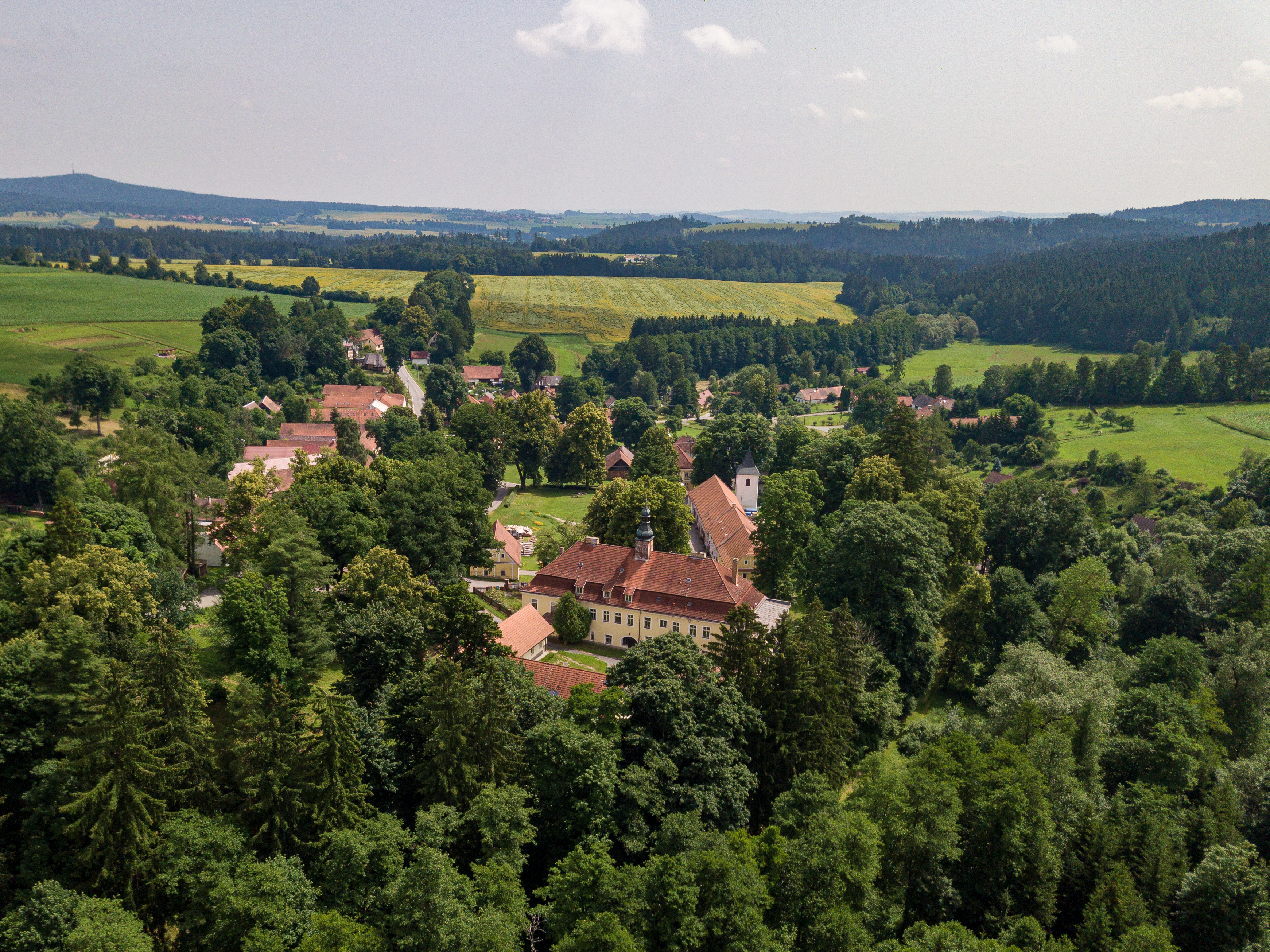
Ortsansicht

Těchobuz befindet sich im Süden der Böhmisch-Mährischen Höhe. Das Dorf liegt am südwestlichen Fuße des Stražiště-Massivs im Tal der Barborka. Nordöstlich erheben sich der Hřeben (685 m) und der Stražiště (744 m), im Südosten die Pyramida (639 m). Durch den Ort führt die Staatsstraße 124 von Pacov nach Mladá Vožice.
Nachbarorte sind Velký Ježov und Mezilesí im Norden, Karbanův Mlýn, Salačova Lhota und Velká Černá im Nordosten, Malá Černá, Koubův Mlýn, Bratřice, Cetule und Hladov im Osten, Jetřichovec und Zhořec im Südosten, Zhoř, Ondřejka, Hrstky und Zadní Střítež im Süden, Pojbuky und Nahořany im Südwesten, Blatnice im Westen sowie Obrátice und Telenberk im Nordwesten.

## Geschichte
Die erste schriftliche Erwähnung des Dorfes erfolgte im Jahre 1352 als Besitz des Burggrafen von Počátky, Kuneš von Těchobuz. 1390 kaufte der Ritter Alber von Stájice Těchobuz. Sein Sitz war die Burg Šelemberk (Schellenberg). Alber gehörte dem Adelsbund gegen König Wenzel, zog sich jedoch 1399 daraus zurück. 1415 war Alber von Stájice einer der Unterzeichner der Beschwerde gegen die Verbrennung von Jan Hus als Ketzer. An den Hussitenkriegen nahm er wegen seines Alters nicht mehr aktiv teil, wahrscheinlich unterstützte er die Taboriten, sein umfangreicher Besitz blieb von Brandschatzungen und Verwüstungen verschont. Nach der Einnahme der Schellenburg verlegte Alber seinen Sitz auf die Feste Těchobuz. Wahrscheinlich verstarb Alber von Těchobuz um 1430, ab 1431 wurde Mikuláš von Hořice als Besitzer von Těchobuz genannt. Nach 1524 kauften die Brüder Robenhaupt von Sucha Těchobuz. Zu den weiteren Besitzern gehörte Wenzel Otto von Loß, der einen Glockenturm errichten ließ. Unter Georg Wilhelm von Waldstein war Těchobuz bis 1662 an Vodice angeschlossen. 1707 erwarb Franz Helfried Woracziczky von Pabienitz Těchobuz, ihm folgte 1718 Ferdinand Felix Puteani. Dieser begann mit dem Umbau der Feste zum Schloss, verkaufte den Besitz jedoch bereits 1722 an Maria Anna Rindsmanl. 1735 kaufte Anton Adler die Herrschaft Těchobuz für 33.500 Gulden. Sein Sohn Ignaz Adler ließ am Bach Trnava eine Glashütte errichten. 1782 verkaufte Adler die Herrschaft, zu dieser Zeit war die Glashütte bereits eingegangen. 1798 erwarb der Glasmacher Josef Hoffmann Těchobuz. Sein gleichnamiger Sohn ließ die Glashütte mit Erfolg wiedererrichten. Der auf Hohlglas spezialisierte Betrieb exportierte 5/6 seiner Produktion, insbesondere nach Spanien, Dänemark, die Türkei und Amerika. 1830 stellte sie die Produktion ein. In der Hütte erlernte der Glasmacher Franz Kavalier sein Handwerk, er machte sich später selbständig und gründete 1837 in Sázava die Glashütte Kavalier.
Josef Hoffmann junior und seine Frau Anna waren eng mit dem Prager Professor Bernard Bolzano befreundet. Nachdem Bolzano der Lehrstuhl entzogen und er aus Prag ausgewiesen worden war, fand er bei den Hoffmanns Aufnahme und setzte hier seine Arbeiten fort. Der Sohn Gustav Hoffmann verkaufte nach dem Tode seines Vaters die Herrschaft an Anton Warner, dieser veräußerte sie an die Wiener Gesellschaft Chabrus weiter.
Nach der Aufhebung der Patrimonialherrschaften bildete Těchobuz mit dem Hof Talemberk eine Gemeinde in der Bezirkshauptmannschaft Pelhřimov. Besitzer des Schlosses wurde 1896 Adolf Weiss Ritter von Tessbach. Bis 1945 gehörte Těchobuz der Familie Weiss, an die Domäne waren auch das Schloss Pacov, die Höfe Talemberk und Hrádek u Pacova, sowie verschiedene Wälder und der Park Velké Losiny angeschlossen. Otto Weiss wurde am 8. Mai 1945 in Pacov ermordet. Die Familie Weiss übersiedelte nach Wien und ihr Besitz in der Tschechoslowakei wurde 1945 verstaatlicht. Zwischen 1948 und 1960 war die Gemeinde dem Okres Pacov zugeordnet und kam mit Beginn des Jahres 1961 nach dessen Aufhebung zum Okres Pelhřimov zurück. 1980 erfolgte die Eingemeindung nach Pacov. Seit 1992 bildet Těchobuz wieder eine eigene Gemeinde.
In der Zeit vom 2. bis 4. Juli 2009 trat die Barborka über die Ufer und überschwemmte Wiesen und Gärten.
Zwischen Těchobuz und Jetřichovec befindet sich ein großer Steinbruch, in dem Gneis und Quarzit gewonnen werden.

## Gemeindegliederung
Für die Gemeinde Těchobuz sind keine Ortsteile ausgewiesen. Zu Těchobuz gehört die Ansiedlung Telenberk (Tallenberg).

## Sehenswürdigkeiten

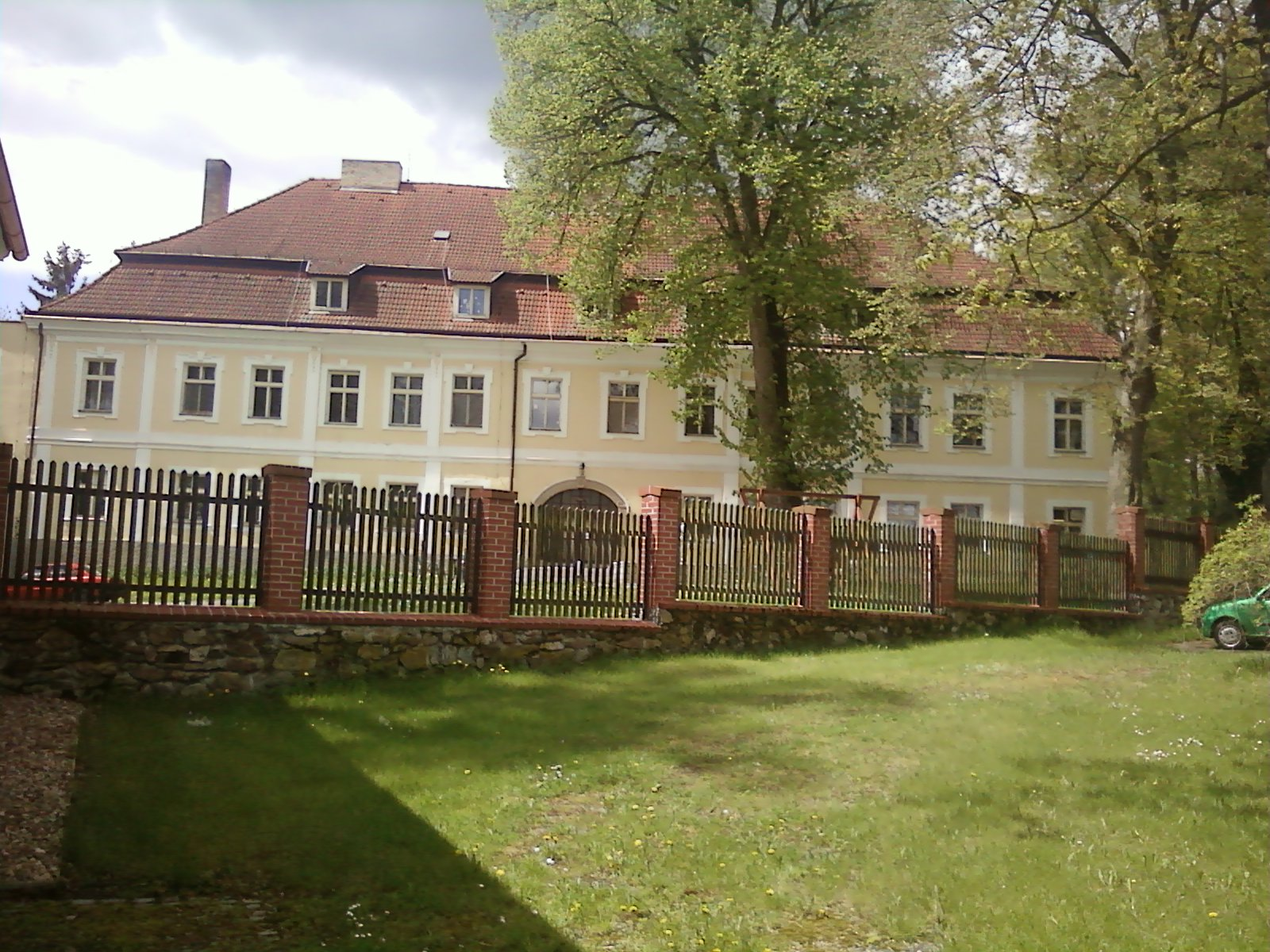
Schloss Těchobuz

- Galerie Bernard Bolzano mit Dauerausstellung Bernard Bolzano und Těchobuz, eröffnet 2007
- Schloss Těchobuz, die frühere Feste wurde ab 1718 unter Ferdinand Felix Puteani und Maria Anna Rindsmanl zu einem großen Schloss umgestaltet. 1945 wurde der Besitzer Otto Weiss ermordet und sein Besitz konfisziert. Im Schloss wurde ein Kindergenesungsheim und danach ein Kinderheim untergebracht. Seit 1966 dient es als Sozialfürsorgeanstalt für geistig Behinderte und ist nicht öffentlich zugänglich.
- Kirche St. Markus, das ursprünglich im romanisch-gotischen Stil errichtete Bauwerk aus dem 14. Jahrhundert wurde im 17. Jahrhundert frühbarock umgestaltet
- Grundschule, errichtet 1825 im Empirestil durch Josef und Anna Hoffmann auf Anregung von Bernard Bolzano zum Gedenken an die 1823 verstorbene Tochter der Familie, Katharina Hoffmann
- Kapelle des hl. Johannes von Nepomuk
- Leichenhaus
- historisches Speicherhaus aus theresianischer Zeit
- Quelle Bolzanova studánka, im Wald südwestlich des Dorfes

## Persönlichkeiten
- Der Mathematiker und Philosoph Bernard Bolzano lebte und arbeitete zwischen 1823 und 1842 auf Schloss Těchobuz als Gast der Familie Hoffmann.